# Jesper Deleuran
Jesper Deleuran (født 21. marts 1951 i Albanigade i Odense) er en dansk tegneserietegner og illustrator. Han er bror til Claus Deleuran.
I 1972 flyttede han til København for at studere nordisk arkæologi og litteraturvidenskab.
Senere mødte han en en anden fynsk tegner ved navn John Pedersen. De besluttede sammen at lave en tegneserie af samme opbygning som den Robert Crumb og hans kone Aline havde lavet, hvor man skiftes til at tegne noget af siden. Det blev til fire serier, Pedroismens Opståen, Ridderen af Purpurbåndet, Onkel Ftata & Fætter Teetah holder Weekend og til sidst De Forsvundene Ynner.
Sammen med sin bror Claus Deleuran lavede han sidst i 70'erne og først i 80'erne hæfterne Pirelli & Firestone klarer ærterne, Occidentens lys. Eller Mysteriet om den forsvundne diamant og Occidentens lys. 2. del. Den glemte dal
Deleuran har i øvrigt lavet tegninger til letlæsningsbøger, billedbøger, skolebøger, fagbøger, plakater, tegninger til diverse fagblade og pjecer og råd og nævn, Djøf, Novo Nordisk, Miljøministeriet, Arbejdstilsynet m.m.
Ved siden af tegneriet spiller han traditionel amerikansk folkemusik. Deleuran spiller guitar, banjo, mandolin, ukulele, mountain dulcimer og autoharpe.

### Onkel Ftata & fætter Teetah
- Pedroismens opståen
- Onkel Ftata & fætter Teetah holder weekend
- De forsvundne ynner

### Pirelli & Firestone
- - Pirelli & Firestone klarer ærterne! (1979)
  - Occidentens lys" eller "Mysteriet om den forsvundne diamant (1980)
  - Occidentens lys" 2. del "Den glemte dal (1982)